# Актас (Кокпектинський район)
Акта́с (каз. Ақтас) — село у складі Кокпектинського району Абайської області Казахстану. Входить до складу Улкен-Букенського сільського округу.
Населення — 65 осіб (2021; 151 у 2009, 261 у 1999, 353 у 1989).
Національний склад станом на 1989 рік:
- казахи — 100 %

У радянські часи село називалось також Отділення № 4 совхоза Шигілек.